# Kieldrechtsluis
Die Kieldrechtsluis (deutsch: Kieldrechtschleuse) in Antwerpen ist eine Schleuse im Hafen von Antwerpen. Sie verbindet den Waaslandkanal mit dem Deurganckdok und der Schelde, an deren linkem Ufer sie liegt. Bis zur Eröffnung wurde das Bauwerk unter dem Namen Deurganckdoksluis (deutsch: Deurganckhafenschleuse) geführt. Mit einer Länge von rund 500 Metern und einer Breite von 68 Metern war sie bis zur Eröffnung der Seeschleuse IJmuiden 2022 die größte Schleuse weltweit. Sie ist für Schiffe mit einem Tiefgang von bis zu 17,8 m geeignet. Die Kieldrechtsluis soll die Kallosluis entlasten, deren Abmessungen für große Schiffe nicht mehr ausreichen.

## Bau
Der Baubeginn der etwa 382 Millionen Euro teuren Schleuse war am 24. Oktober 2011. Die Bauausführung lag in den Händen einer Arbeitsgemeinschaft der Unternehmen Jan De Nul, CEI De Meyer, Betonac, Herbosch-Kiere und Antwerpse Bouwwerken. Die Schleusentore entstanden bei Shanghai Zhenhua Heavy Industries (ZPMC) in Shanghai. Insgesamt wurden rund 795.000 m³ Stahlbeton und 22.000 Tonnen Baustahl verbaut. Am 27. April 2015 wurde die Schleuse geflutet. Die Einweihung fand am 11. und 12. Juni 2016 statt.

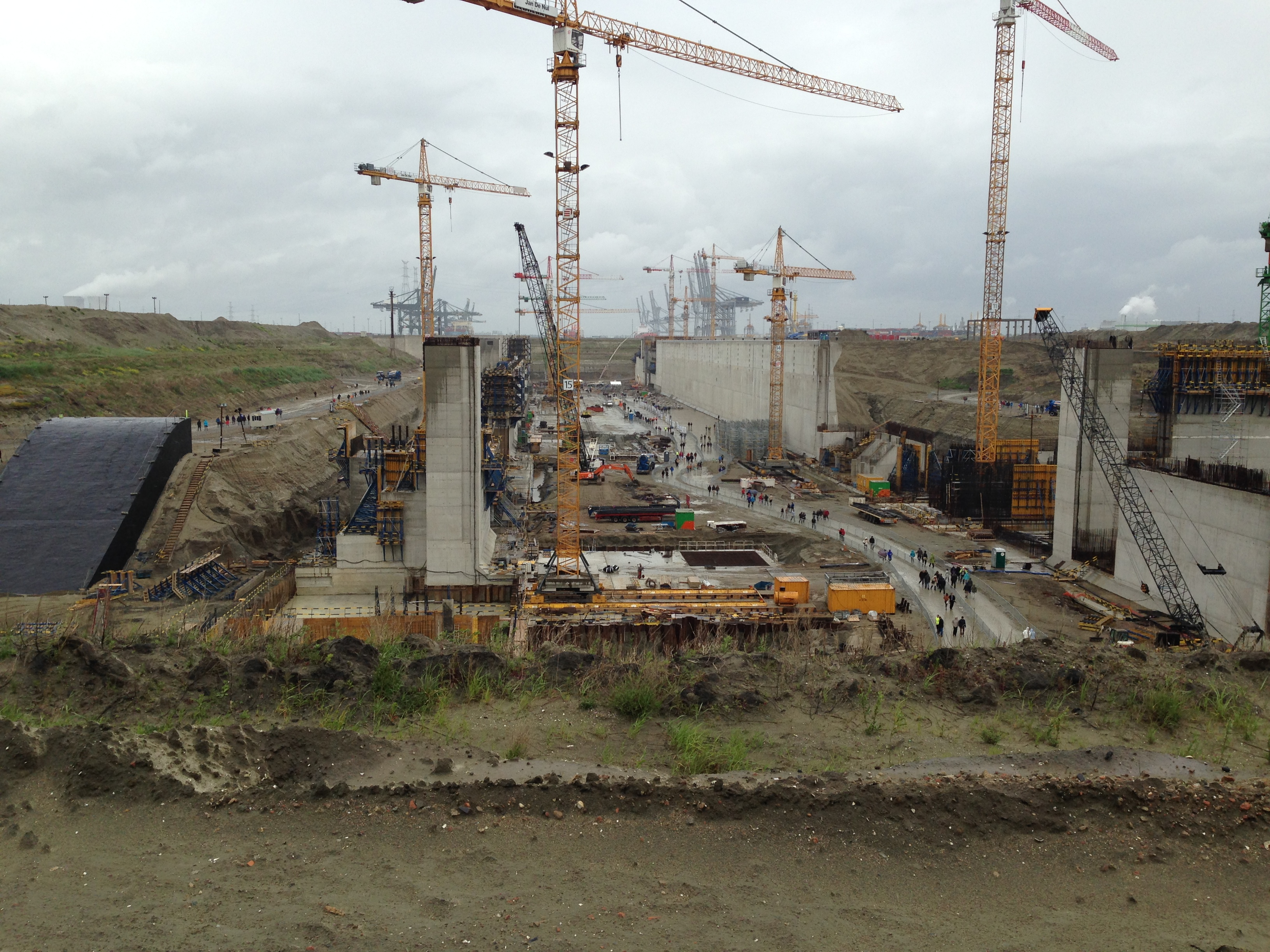
Deurganckdoksluis im Bau 2014
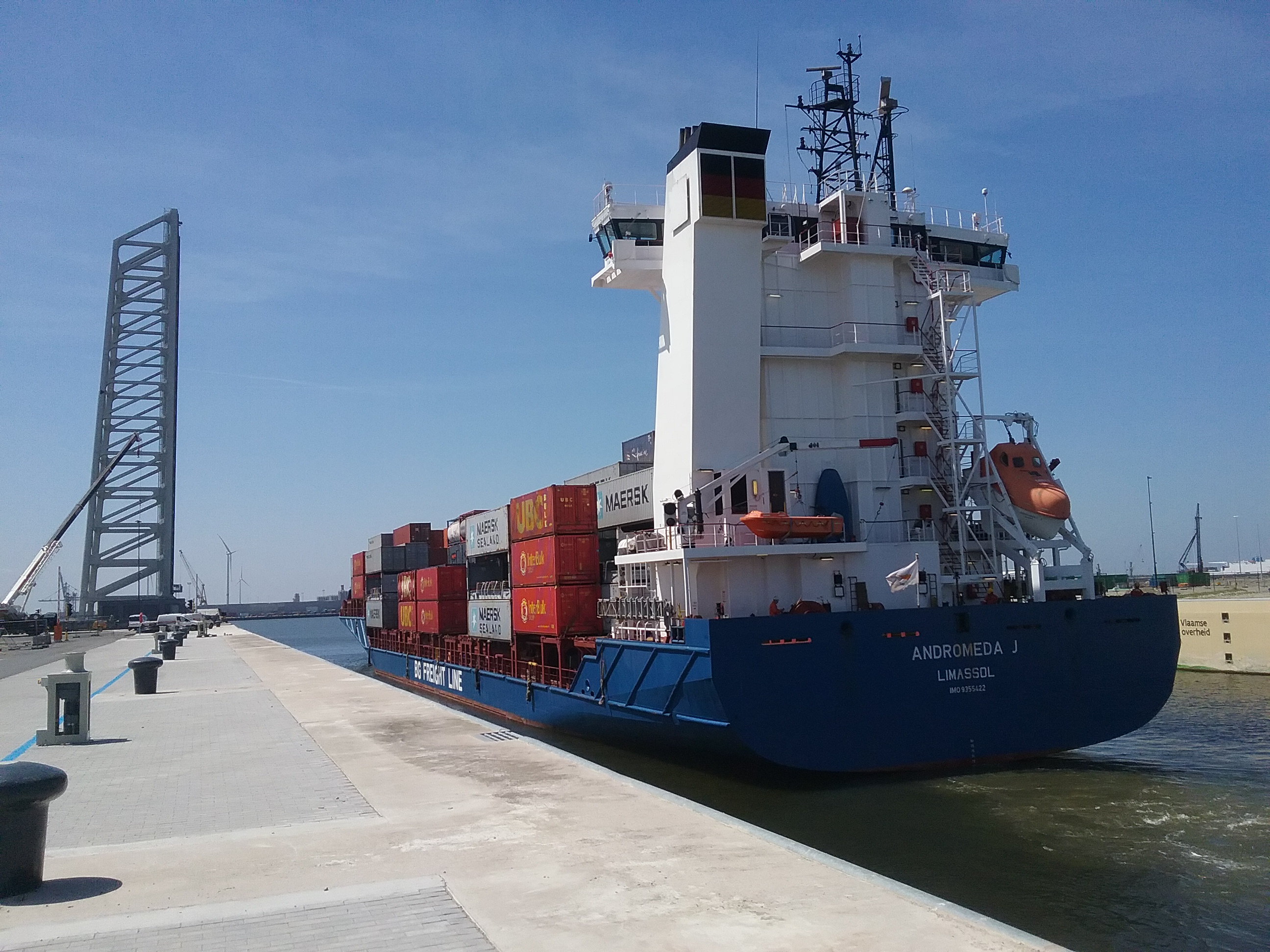
Die Andromeda J in der Kieldrechtsluis 2016